# Tetragoniceps dubius
Tetragoniceps dubius är en kräftdjursart som beskrevs av Thompson och Scott 1903. Tetragoniceps dubius ingår i släktet Tetragoniceps och familjen Tetragonicipitidae. Inga underarter finns listade i Catalogue of Life.